# 村上結花
村上結花（むらかみ ゆうか、1986年5月6日 - ）は、福島県出身の日本のタレント。元エーライツ所属。牡牛座。血液型はB型。身長170cm。趣味は料理、インターネット、裁縫、アロマ、クラシックバレエ、映画鑑賞、ピアノ。好きなスポーツはチアリーディング。

## 出演作品

### CM
- 民放連「CMのCM」（2006年）
- アサヒ飲料 WONDA SOHT&SHOT「フリーズドリップ篇」（2006年）

### TV
- E娘!（2006年、TBS）
- いつみても波瀾万丈（2005年、NTV）
- M.DREAMダンスパフォーマンスLIVE05（2005年）
- 行列のできる法律相談所
- 世界一受けたい授業

### PV
- 島谷ひとみ「あなたといた時」

### オリジナルビデオ
- 射殺者の妻

### 舞台
- Dream（2007年1月、FREES主催）　稲本明日香役
- Letter(2007年8月)
- Dream～sunflower～(2008年1月)
- イルミナ(2008年7月)　ライ役

### 映画
- 「未来予想図　～ア・イ・シ・テ・ルのサイン～」(2007年10月6日全国ロードショー)　映画研究会で出演。
- 「HANA」(2008年公開)